# 1997 TG19

1997 TG19

1997 TG19 är en asteroid i huvudbältet som upptäcktes den 8 oktober 1997 av de båda japanska astronomerna Takeshi Urata och Tetsuo Kagawa vid Gekko-observatoriet.